# Primeira Divisão 1939-40
La Primeira Divisão 1939/40 fue la sexta edición de la máxima categoría de fútbol en Portugal. Porto ganó su tercer título.

## Tabla de posiciones
| Pos. | Equipo               | Pts. | PJ | G  | E | P  | GF | GC | Dif. | Clasificación   |
| ---- | -------------------- | ---- | -- | -- | - | -- | -- | -- | ---- | --------------- |
| 1    | Porto (C)            | 34   | 18 | 17 | 0 | 1  | 76 | 21 | +55  | Campeón de Liga |
| 2    | Sporting CP          | 32   | 18 | 15 | 2 | 1  | 87 | 23 | +64  |                 |
| 3    | Belenenses           | 25   | 18 | 11 | 3 | 4  | 58 | 21 | +37  |                 |
| 4    | Benfica              | 23   | 18 | 11 | 1 | 6  | 58 | 34 | +24  |                 |
| 5    | Barreirense          | 19   | 18 | 8  | 3 | 7  | 27 | 39 | −12  |                 |
| 6    | Académica de Coimbra | 17   | 18 | 7  | 3 | 8  | 42 | 54 | −12  |                 |
| 7    | Carcavelinhos        | 10   | 18 | 4  | 2 | 12 | 26 | 49 | −23  |                 |
| 8    | Académico            | 8    | 18 | 3  | 2 | 13 | 24 | 53 | −29  |                 |
| 9    | Leixões              | 7    | 18 | 1  | 5 | 12 | 26 | 70 | −44  |                 |
| 10   | Vitória Setúbal      | 5    | 18 | 1  | 3 | 14 | 7  | 67 | −60  |                 |

 Fuente: RSSSF
|                            |
| Campeón FC Porto 3° título |

## Resultados
| Local \ Visitante    | ACC | ACO  | BAR | BEL | BEN | CAR | LEI | POR | SCP | VSE  |
| -------------------- | --- | ---- | --- | --- | --- | --- | --- | --- | --- | ---- |
| Académica de Coimbra | —   | 5–2  | 5–1 | 2–2 | 5–4 | 2–2 | 3–1 | 0–2 | 2–5 | 5–0  |
| Académico            | 8–2 | —    | 0–1 | 2–3 | 1–5 | 1–3 | 0–0 | 0–2 | 0–1 | 1–0  |
| Barreirense          | 2–0 | 1–1  | —   | 2–2 | 0–1 | 1–0 | 4–1 | 2–3 | 0–0 | 3–1  |
| Belenenses           | 5–0 | 6–1  | 6–0 | —   | 2–0 | 1–0 | 9–0 | 0–1 | 0–0 | 8–0  |
| Benfica              | 4–1 | 1–0  | 5–1 | 4–2 | —   | 3–2 | 7–2 | 2–3 | 1–3 | 9–1  |
| Carcavelinhos        | 0–4 | 3–2  | 2–3 | 1–5 | 1–3 | —   | 5–2 | 2–3 | 2–5 | 0–0  |
| Leixões              | 3–3 | 1–2  | 0–1 | 1–3 | 3–3 | 4–1 | —   | 2–5 | 2–9 | 1–1  |
| Porto                | 6–0 | 6–1  | 5–1 | 3–2 | 4–2 | 6–0 | 5–1 | —   | 4–2 | 11–0 |
| Sporting CP          | 6–1 | 11–2 | 7–3 | 4–1 | 3–1 | 4–0 | 8–1 | 4–3 | —   | 12–0 |
| Vitória Setúbal      | 1–2 | 2–0  | 0–1 | 0–1 | 0–3 | 0–2 | 1–1 | 0–4 | 0–3 | —    |